# سيلفيو روجاس
سيلفيو روجاس (بالإسبانية: Silvio Rojas)‏ هو لاعب كرة قدم بوليفي في مركز الهجوم، ولد في 3 نوفمبر 1959 في Porongo ‏ في بوليفيا. شارك مع منتخب بوليفيا تحت 20 سنة لكرة القدم ومنتخب بوليفيا لكرة القدم. أما مع النوادي، فقد لعب مع كلوب ديسترويرس ونادي ريال سانتا كروز.